# کمیسیون ملی حقوق بشر هند
کمیسیون ملی حقوق بشر هند (NHRC) یک نهاد عمومی قانونی است که در ۱۲ اکتبر ۱۹۹۳ تحت حمایت از احکام حقوق بشر در ۲۸ سپتامبر ۱۹۹۳ تشکیل شده‌است. این اساس قانونی توسط قانون حمایت از حقوق بشر، 1993 (PHRA) داده شد. NHRC کمیسیون ملی حقوق بشر هند است، مسئول حفاظت و ارتقاء حقوق بشر که توسط این قانون تحت عنوان "حقوق مربوط به زندگی، آزادی، برابری و عزت فرد تضمین شده توسط قانون اساسی یا مجسم شده در قانون تعریف شده‌است. میثاق بین المللی و قابل اجرا توسط دادگاه‌ها در هند. ".

## عملکردهای کمیسیون ملی حقوق بشرهند
قانون حمایت از حقوق بشر، این کمیسیون را موظف به انجام موارد زیر می‌کند:
- همه‌پرسی در مورد حقوق بشر از افراد فعال سیاسی و اجتماعی در هند
- حمایت از حقوق بشر و توصیه‌هایی برای اجرای مؤثر آنها
- عوامل، از جمله اقدامات تروریستی را که مانع از بهره‌مندی از حقوق بشر است بازبینی کرده و اقدامات مناسب را توصیه کند
- مطالعه معاهدات و سایر اسناد بین‌المللی در مورد حقوق بشر و توصیه‌هایی برای اجرای مؤثر آنها
- انجام و ارتقاء تحقیقات در زمینه حقوق بشر
- برای بازدید از زندانها و بررسی وضعیت زندانیان
- مشغول آموزش حقوق بشر در بین قشرها مختلف جامعه و آگاهی از اقدامات موجود در زمینه حمایت از این حقوق از طریق نشریات، رسانه‌ها، سمینارها و سایر وسایل موجود
- تشویق تلاش‌های سازمان‌های غیردولتی و نهادها برای کار در زمینه حقوق بشر.
- این امر ضرورت حمایت از حقوق بشر را در نظر می‌گیرد.
- تأیید هرگونه سوابق عمومی یا کپی آن از هر دادگاه یا اداره.